# Gunung Berkeng
Gunung Berkeng är ett berg i Indonesien.   Det ligger i provinsen Aceh, i den västra delen av landet, 1 500 km nordväst om huvudstaden Jakarta. Toppen på Gunung Berkeng är 1 104 meter över havet, eller 311 meter över den omgivande terrängen. Bredden vid basen är 3,4 km.
Terrängen runt Gunung Berkeng är huvudsakligen kuperad, men söderut är den bergig.Runt Gunung Berkeng är det glesbefolkat, med 13 invånare per kvadratkilometer. I omgivningarna runt Gunung Berkeng växer i huvudsak städsegrön lövskog.